# Isoetes killipii
Isoetes killipii là một loài dương xỉ trong họ Isoetaceae. Loài này được C.V. Morton mô tả khoa học đầu tiên năm 1945.